# Stephanoberycidae
Gli Stephanoberycidae Gill, 1884 sono una famiglia di pesci ossei abissali dell'ordine Stephanoberyciformes.

## Distribuzione e habitat
La famiglia è presente in gran parte degli oceani, con una netta preferenza per le parti occidentali degli stessi. Non sono presenti nel mar Mediterraneo né, probabilmente, negli altri mari europei. Sono pesci abissali, si possono incontrare fino ad oltre 4000 metri di profondità.

## Descrizione
Alcune specie come Acanthochaenus luetkenii sono dotate di scaglie spinose caratteristiche. I raggi spinosi nelle pinne sono talvolta assenti, altrimenti sono morbidi e presenti solo sulla pinna dorsale e la pinna anale. Queste due pinne sono generalmente simmetriche e abbastanza brevi. La dorsale è inserita nella metà posteriore del corpo. Le pinne ventrali, prive di raggio spinoso, sono inserite indietro, sull'addome. Sul peduncolo caudale, anteriormente rispetto alla pinna caudale sono presenti alcuni raggi spinosi liberi di altezza crescente. La linea laterale è scarsamente visibile.
Sono pesci di piccole dimensioni, Abyssoberyx levisquamosus raggiunge 16,8 cm ed è la specie più grande.

## Biologia
Ignota.

## Specie
- Genere Abyssoberyx
  - Abyssoberyx levisquamosus
- Genere Acanthochaenus
  - Acanthochaenus luetkenii
- Genere Malacosarcus
  - Malacosarcus macrostoma
- Genere Stephanoberyx
  - Stephanoberyx monae[2]